# Экспресс МД2
Экспресс-МД2 — второй малый российский спутник связи в спутниковой группировке ГПКС. «Экспресс-МД2» должен был быть расположен в точке стояния 145° в. д. и предназначался для услуг цифрового телерадиовещания, телефонии, передачи данных, мультимедиа, подвижной связи и для создания сетей связи VSAT на территории России и Азии. Создан ГКНПЦ им. Хруничева на основе той же платформы (Яхта), что и российский спутник Экспресс МД1.
В результате аварии ракеты-носителя, спутник был оставлен на нерасчётной орбите и не может быть использован по назначению.

## Платформа
КА «Экспресс-МД2» построен на спутниковой платформе «Яхта», на которой уже был построен ряд геостационарных спутников, таких как «КазСат-2» и «Экспресс-МД1». Эта унифицированная платформа была разработана ГКНПЦ им. Хруничева для создания на её базе малых КА различного назначения и их запуска на различные типы орбит. В состав платформы входят системы, общие для всех спутников построенных на её основе: интегрированная система управления, система электроснабжения, телекомандная система, двигательная установка и средства обеспечения тепловых режимов. Полезная нагрузка спутников определяется конкретно для каждой задачи. Такая схема построения позволяет снизить стоимость спутников и повысить их надёжность.
Масса КА составляет 1140 кг, технический ресурс — 12,5 лет, а САС — 10 лет.

## Полезная нагрузка

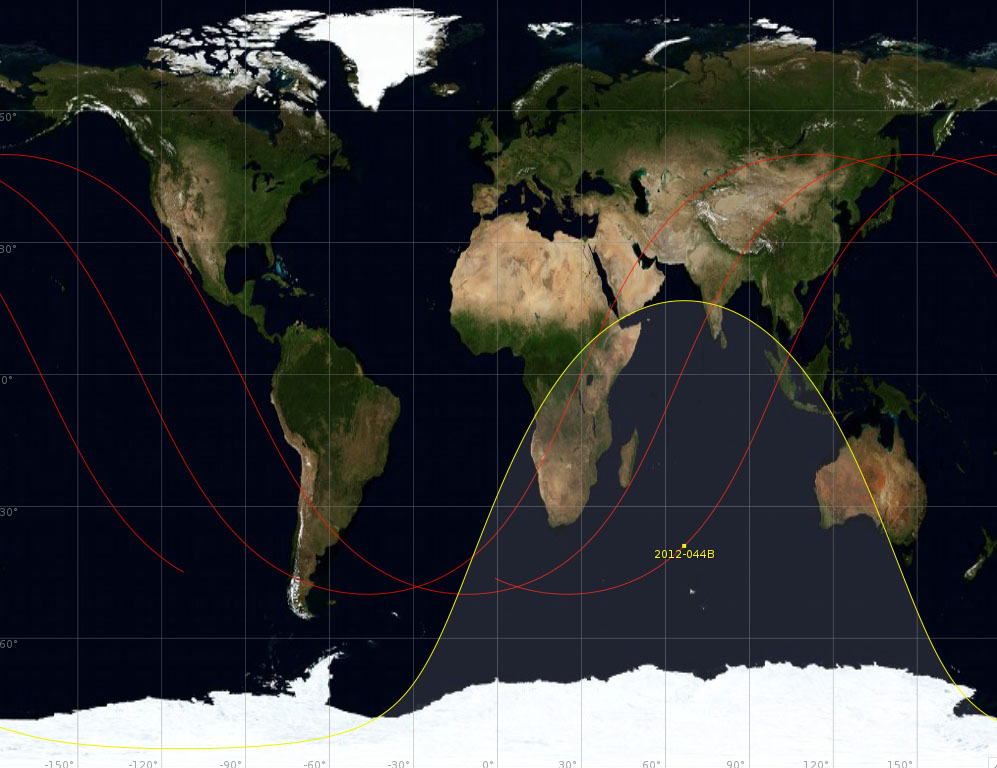
Траектория спутника над поверхностью Земли

Спутник оборудован фиксированными антеннами обеспечивающими связь на территории России и Азии. На борту имеется 8 транспондеров C-диапазона: два мощностью 100 Вт и шесть по 80 Вт, а также один транспондер L-диапазона мощностью 80 Вт. Модуль полезной нагрузки был поставлен итальянским подразделением франко-итальянской компании Thales Alenia Space.

## Запуск
Запуск состоялся с космодрома Байконур ракетой-носителем «Протон-М» c разгонным блоком «Бриз-М». Вместе с Экспрессом МД2 планировалось также вывести индонезийский аппарат производства ОАО «Информационные Спутниковые Системы» Телком-3. Изначально дата старта была назначена на декабрь 2011, но потом была перенесена.
Спутник связи «Экспресс-МД2», запущенный 6 августа с космодрома Байконур, не удалось вывести на расчетную орбиту. По предварительной информации, маршевая двигательная установка разгонного блока «Бриз-М» включилась вовремя, а выключилась через 7 секунд вместо расчётных 18 минут 5 секунд.

## Ущерб и компенсация
Спутник Экспресс МД2 был застрахован в страховой компании «Ингосстрах», страховая сумма составила 1,175 млрд.руб. По заявлению представителей компании «Космическая связь», которой принадлежал «Экспресс-МД2», он был застрахован на полную стоимость.
Спутник Телком-3 был застрахован в компании «АльфаСтрахование» на $185 млн, из которых на долю российского страховщика приходилось $7,5 млн., а остальное - перестраховано.